# بهنام محمودی
بهنام محمودی (زاده ۵ ادریبهشت ۱۳۵۹ در میانه) بازیکن سابق تیم ملی والیبال مردان ایران و جزو اولین لژیونرهای مطرح والیبال ایران است.
سایت فدراسیون جهانی والیبال نیز او را به عنوان یکی از بهترین اسپکرهای آسیا نام برد.
وی درای مدرک دکترای مدیریت ورزش است و عضو چهارمین دوره شورای شهر کرج بود.

## زندگی شخصی
وی برادر بزرگتر شهرام محمودی است. از سابقه های مهم سیاسی وی میتوان به عضویت در دوره چهارم شورای شهر کرج اشاره کرد.

## ملی
مصباح اولین مربی بهنام محمودی بود.
محمودی پس از انتخاب والیبال به عضویت تیم جوانان شهرهای تابعه در مسابقات جوانان ایران که مربیگری آن با فرهاد اعرابی و کریمی بود درآم، در همین بازی‌ها ایوان بوگاینکوف که به تازگی از مسابقات جوانان آسیا در قطر بازگشته بود یکی از میهمانان ویژه مسابقات بود. در پایان یکی از بازی‌ها محمود افشار، همبازی محمودی گفت که او سخت مورد پسند ایوان قرار گرفت و همه چیز از آن بازی آغاز شد و سپس به تیم ملی والیبال ایران دعوت شد و به مدت هشت سال عضو تیم ملی والیبال مردان ایران بود. نقطه اوج محمودی در مسابقات انتخابی المپیک ۲۰۰۴ آتن در توکیو بود که در مقابل تیم‌های ملی ژاپن، کانادا و استرالیا عالی ظاهر شد تا جایی که به عنوان بهترین زننده سرویس در این مسابقات انتخاب شد و فقط دو امتیاز تا کسب عنوان امتیازآورترین بازیکن فاصله داشت.

## باشگاهی
اولین تیم محمودی هما بود، محمودی سابقه عضویت در باشگاه‌های پیکان، لوپی سانتا کروچه، استیل آذین، پگاه ارومیه، آیدانه چالدران، صنام، پروجا و ارتعاشات صنعتی را دارد.

## افتخارات

### ملی
- مدال برنز قهرمانی آسیا ۲۰۰۳
- مدال نقره بازی‌های آسیایی ۲۰۰۲
- مدال طلا بازی‌های همبستگی کشورهای اسلامی ۲۰۰۵

### باشگاهی
- مدال طلا قهرمانی باشگاه‌های آسیا ۲۰۰۲ با پیکان
- مدال نقره قهرمانی باشگاه‌های آسیا ۲۰۰۲–۲۰۰۴ با پیکان
- مدال برنز قهرمانی باشگاه‌های آسیا ۱۹۹۹ با پیکان
- قهرمانی لیگ برتر والیبال ایران ۴ دوره با پیکان (شامل لیگ ۱۳۷۶)

### فردی
- باارزش‌ترین بازیکن قهرمانی آسیا ۱۹۹۹
- امتیاز آورترین بازیکن قهرمانی باشگاه‌های آسیا ۲۰۰۰
- بهترین زننده سرویس قهرمانی باشگاه‌های آسیا ۲۰۰۱
- باارزش‌ترین بازیکن قهرمانی باشگاه‌های آسیا ۲۰۰۲
- بهترین زننده سرویس مسابقات انتخابی المپیک تابستانی ۲۰۰۴